# Callosciurus baluensis
Callosciurus baluensis es una especie de roedor de la familia Sciuridae.

## Distribución geográfica
Es  endémica de Borneo (Malasia Oriental).